# Pleurothallis anceps
Pleurothallis anceps är en orkidéart som beskrevs av Carlyle August Luer. Pleurothallis anceps ingår i släktet Pleurothallis och familjen orkidéer. Inga underarter finns listade i Catalogue of Life.